# Jesús Arencibia
Jesús González Arencibia (Tamaraceite, 15 de noviembre de 1911-Las Palmas de Gran Canaria, 9 de febrero de 1993), conocido por el nombre artístico de Jesús Arencibia, fue un pintor y muralista español.

## Trayectoria
Hijo de Antonio González Cerpa y de Antonia Arencibia Cabrera, recibió sus primeras nociones de pintura en la academia de pintura dirigida por la pintora y poeta grancanaria Lía Tavío. Entre 1930 a 1936, cursó estudios en Escuela de Luján Pérez, que lleva el nombre del escultor y arquitecto José Miguel Luján Pérez, en Las Palmas de Gran Canaria.
Celebró su primera exposición en 1934 en el Círculo Mercantil de Las Palmas, con una colección de trabajos impregnados de la corriente indigenista a la que se habían adscrito los pintores de la Escuela Luján Pérez, una tendencia que Arencibia nunca abandonará. Su carrera artística quedó truncada de forma temporal por la Guerra civil española, ya que tubo que partir hacia la Península.
En 1942 se trasladó a Madrid, gracias a una beca concedida por el Cabildo Insular de Gran Canaria, para iniciar estudios de pintura en la Real Academia de Bellas Artes de San Fernando de Madrid, carrera que finalizó en 1947. 
En 1943, participó en el Salón de Otoño de Madrid y en 1947, creó el mural de la iglesia de Santa Isabel de Hungría, ubicada en el barrio Las Escaleritas, de Las Palmas de Gran Canaria así como los murales que adornan las paredes del Cabildo Insular de Gran Canaria. Cinco años después, en 1948, realizó la obra Expulsión del Paraíso, mural al fresco ubicado en la iglesia de San Juan en Telde (Gran Canaria).
Varias estancias del Hotel Santa Catalina de Las Palmas de Gran Canaria cuentan con obras suyas realizadas en el año 1951 así como la ermita de Santa Catalina, cuyos murales datan de 1956, en el entorno del denominado Pueblo canario también en la ciudad de Las Palmas de Gran Canaria.
En 1963 ganó la cátedra de Dibujo de la Escuela Nacional de Magisterio con destino en Huelva. Esto interrumpió su proyección internacional, ya que coincidió con la preparación de su primera exposición en París. En 1964 regresó a Gran Canaria donde ejerció la docencia hasta su jubilación en 1981, a los 70 años de edad.
En 1991, realizó su última exposición, una serie de 86 lienzos bajo el título Colón y los olvidados, que incluyó un trabajo realizado entre 1991 y 1992 con motivo del V Centenario del Primer Viaje Colombino que cruzó el Atlántico, donado por el autor a la Casa de Colón. Una selección de esta serie participó en el Circuito insular de Artes Plásticas, Gran Canaria en Vivo, organizado por el Cabildo insular de Gran Canaria que recorrió diversos municipios de la Isla. También fue parte de las exposiciones homenaje, en el centenario del nacimiento del artista, que se organizaron en su localidad natal, Tamaraceite, y en el Cabildo de Gran Canaria, bajo la denominación Jesús Arencibia.100 años, que se expuso en la sede de la institución insular, en la Casa Palacio.

## Reconocimientos
En 1942, logró el segundo premio en la Bienal de Bellas Artes del Gabinete Literario de Las Palmas de Gran Canaria y la Medalla de bronce en la exposición del Círculo de Bellas Artes de Madrid y en 1954, se hizo con el primer premio en la VI Bienal Regional de Bellas Artes del Gabinete Literario de Las Palmas de Gran Canaria.
Su labor como creador pictórico fue reconocido con su integración como miembro de la Real Academia Canaria de Bellas Artes de San Miguel Arcángel, con sede en Santa Cruz de Tenerife, en diciembre de 1986.
En 1994, fue nombrado Hijo predilecto de Gran Canaria e Hijo Predilecto de la Ciudad de Las Palmas de Gran Canaria.
La Casa de Colón acogió en 2018 una edición del ciclo Miradas a la Colección, centrada en su obra La Adoración de los Magos.
La ciudad de Las Palmas de Gran Canaria cuenta con una calle a su nombre al igual que el municipio de Santa Brígida.